# Erylus ministrongylus
Erylus ministrongylus is een sponzensoort uit de familie Geodiidae in de klasse gewone sponzen (Demospongiae).
De wetenschappelijke naam van de soort werd in 1965 gepubliceerd door Hechtel.